# Demon Slayer: Kimetsu no Yaiba – To the Hashira Training
Demon Slayer: Kimetsu no Yaiba – To the Hashira Training (japonês: 鬼滅の刃 柱稽古編, Hepburn: Kimetsu no Yaiba Hashira Geiko-hen), também conhecido simplesmente como Demon Slayer: To the Hashira Training, é um filme japonês de animação, ação e fantasia sombria lançado em 2024, baseado nos arcos "Swordsmith Village" e "Hashira Training" da série de mangá Demon Slayer: Kimetsu no Yaiba (2016–20) de Koyoharu Gotouge. Trata-se de uma continuação direta da terceira temporada da série de anime, bem como sua terceira adaptação cinematográfica, sequencialmente após os filmes Demon Slayer: Kimetsu no Yaiba – The Movie: Mugen Train (2020) e Demon Slayer: Kimetsu no Yaiba – To the Swordsmith Village (2023). O filme foi dirigido por Haruo Sotozaki, com produção e roteiro do estúdio Ufotable.
Assim como ocorreu com o filme Swordsmith Village, To the Hashira Training segue o formato de compilação do anime, reunindo de forma integral o episódio final da terceira temporada e o episódio de estreia da quarta temporada, que foi ao ar ainda no mesmo ano. Além disso, o longa inclui, em sua abertura, um resumo editado utilizando trechos de episódios anteriores para contextualizar os eventos para o público.
Demon Slayer: Kimetsu no Yaiba – To the Hashira Training foi lançado nos cinemas japoneses em 2 de fevereiro de 2024, com distribuição da Aniplex e Toho. Assim como os filmes anteriores da franquia, o longa recebeu avaliações majoritariamente positivas da crítica e arrecadou mais de 44 milhões de dólares em no mundo todo. Uma trilogia cinematográfica adaptando os eventos finais da série, ambientada após a quarta temporada, já foi confirmada. O primeiro filme da trilogia, Demon Slayer: Kimetsu no Yaiba – The Movie: Infinity Castle, tem estreia marcada para 18 de julho de 2025.
A Aniplex, a Crunchyroll e a Sony Pictures Entertainment distribuiram oficialmente o filme nos cinemas brasileiros a partir de 22 de fevereiro de 2024, com uma pré-estreia especial no dia 19 de fevereiro, no Cinemark Eldorado, em São Paulo.

## Lançamento

### Nos cinemas
O filme teve sua estreia nos cinemas japoneses em 2 de fevereiro de 2024. Posteriormente, foi lançado em 22 de fevereiro de 2024 no Brasil e em diversos países da Europa. Já nos Estados Unidos, Canadá e Índia, a estreia ocorreu em 23 de fevereiro de 2024, com distribuição realizada pela Crunchyroll em parceria com a Sony Pictures Releasing.

## Recepção

### Bilheteria
Até 26 de abril de 2024, Demon Slayer: Kimetsu no Yaiba – To the Hashira Training acumulou uma receita de 17,7 milhões de dólares nos Estados Unidos e Canadá, além de 26,7 milhões em outros países, totalizando 44,4 milhões de dólares em bilheteria mundial.
Nos Estados Unidos e Canadá, o filme foi lançado no mesmo final de semana que Drive-Away Dolls ("Garotas em Fuga") e Ordinary Angels ("Uma Vida de Esperança"), com projeções iniciais apontando para uma arrecadação entre 7 e 8 milhões de dólares em 1.949 salas durante o fim de semana de estreia. No entanto, o longa superou as expectativas e estreou com 11,6 milhões de dólares, ficando na segunda posição do ranking de bilheteria, atrás apenas de Bob Marley: One Love.

### Recepção da crítica
No site agregador de críticas Rotten Tomatoes, 88% das 16 resenhas dos críticos são positivas, com uma classificação média de 7.2/10. Já o público norte-americano, segundo pesquisa realizada pelo CinemaScore, atribuiu ao filme a média "B+" numa escala que vai de "A+" a "F". No PostTrak, a recepção também foi positiva: 84% dos espectadores avaliaram o longa de forma favorável, sendo que 68% afirmaram que o recomendariam com certeza.
Em sua análise para o site Fiction Horizon, o crítico Arthur S. Poe concedeu ao filme a nota 8/10, destacando: "Demon Slayer: Kimetsu no Yaiba – To the Hashira Training é uma excelente obra dentro da proposta de filme 'recap/preview'. A edição foi incrível, a seleção musical trouxe de volta boas lembranças e, no geral, trata-se de um trabalho satisfatório que certamente nos deixa com vontade de ver ainda mais conteúdo de Demon Slayer."